# 第11海兵砲兵連隊 (フランス軍)
第11海兵砲兵連隊（だいじゅういちかいへいほうへいれんたい、11e régiment d'artillerie de marine：11e RAMa）は、イル＝エ＝ヴィレーヌ県Saint-Aubin-du-Cormierに駐屯する、第9海兵軽機甲旅団隷下のフランス陸軍の砲兵連隊である。
兵種は砲兵、伝統的区分は海兵隊である。

## 沿革
- 1785年：ルイ16世により砲兵部隊として編成される。
- 1795年：海兵隊砲兵連隊となる。
- 1803年：ナポレオン戦争において欧州各地を転戦する。
- 1855年：クリミア戦争に参加。
- 1892年：ダオメーに遠征。
- 1895年：マダガスカルに遠征。
- 1914年：第1次世界大戦に参加。
- 1924年：ロリアンに移駐。
- 1940年：部隊は消滅する。
- 1945年：再編成される。
- 1948年：ディナンに移駐。
- 1979年：Saint-Aubin-du-Cormierに移駐。
- 1991年：湾岸戦争に「ダゲ（Daguet）師団」の隷下部隊として派遣。
- 1994年：ルワンダやコンゴ民主共和国に派遣。
- 1999年：第9海兵軽機甲旅団隷下となる。
- 2004年：コートジボワールに派遣。
- 2005年：レユニオンに派遣（チクングニア熱対策のために派遣）。他には、チャドやコソボに派遣。

## 最新の部隊編成
- 連隊本部
- 本部管理中隊
- 砲兵情報中隊
- 管理支援中隊（武器・車両・通信の整備など）
- 第1中隊
- 第2中隊
- 第3中隊
- 訓練中隊
- 予備砲兵訓練中隊

### 定員
- 連隊の人員構成としては、合計約950名からなる。
- 牽引砲25門、重迫撃砲16門を装備する。

## 主要装備
- GIAT BM92-G1
- FA-MAS
- AA-52
- 12.7mm重機関銃
- 20mm機関砲
- TRF1
- RTF1 120mm迫撃砲
- VOA（砲兵観測車）
- PCR（気象レーダー）
- VAB
- P4
- TRM 2000
- TRM 10000
- GBC 180